# Robert Parker (baron Parker de Waddington)
Robert John Parker (25 février 1857 - 12 juillet 1918) est un juge britannique qui est Lord of Appeal in Ordinary. Il est décrit comme "l'un des juges les plus estimés du début du XXe siècle".

## Jeunesse et carrière
Né à Claxby Rectory, Alford, Lincolnshire, Parker est le fils du révérend Richard Parker et d'Elizabeth Coffin. Sa sœur est l'agente de santé mentale Ellen Pinsent. Il fait ses études à la Westminster School, au Collège d'Eton (où il est King's Scholar et médaillé à Newcastle) et au King's College de Cambridge. À Cambridge, il remporte la médaille Browne pour l'ode grecque et, en 1880, il est classé cinquième de la première classe des tripos classiques .
Après avoir obtenu son diplôme en 1880, Parker entre au Lincoln's Inn en tant qu'étudiant et étudie avec Matthew Ingle Joyce. Il est admis au barreau en 1883 et reste avec Ingle Joyce. En 1900, Ingle Joyce est nommé à la Haute Cour et Parker est choisi par Lord Finlay pour succéder à Ingle Joyce en tant qu'avocat junior en équité au Trésor, bien qu'il soit inconnu du public. Il n'est jamais devenu conseiller de la reine .

## Carrière judiciaire
Parker est nommé juge de la Haute Cour en 1906, recevant le titre de chevalier coutumier. Affecté à la Division de la chancellerie, il acquiert rapidement une réputation judiciaire, et siège parfois comme juge suppléant à la Cour d'appel. Il est particulièrement connu pour son procès dans des affaires de brevets et règle la pratique en vertu de la loi de 1907 sur les brevets et les dessins et modèles. Après avoir rendu un jugement sur les brevets de télégraphie sans fil Marconi en 1913, il est invité à présider un comité consultatif technique sur la télégraphie sans fil, nommé pour aider le ministre des Postes à choisir un système pour la chaîne impériale sans fil. Le 1er mai 1913, le comité rend son rapport en faveur du système de Marconi .
Le 4 mars 1913, Parker est choisi pour succéder à Lord Macnaghten en tant que Lord of Appeal in Ordinary, une progression inhabituellement rapide depuis le barreau junior. Il est créé pair à vie, prenant le titre de baron Parker de Waddington, de Waddington dans le comté de York, et prête serment au Conseil privé le 7 mars.
En tant que juge d'appel, Parker a une grande réputation et est très préoccupé par la réputation et l'indépendance du tribunal. À une occasion, une affaire politiquement tendue est soumise aux law lords, qui se divisent 4 contre 3 selon les lignes de parti. Parker, qui est en minorité, propose à un juge de la majorité de rendre les jugements de l'autre, offre qui est refusée. Pendant la Première Guerre mondiale, il siège pour les appels des cours des prises au Comité judiciaire du Conseil privé et maîtrise rapidement la pratique complexe des affaires de prises, sans aucune expérience préalable dans le domaine .
Parker participe également aux affaires publiques. Au déclenchement de la Première Guerre mondiale, Parker fait pression en privé sur les ministres pour introduire un contrôle des prix, sans succès. Il s'exprime aussi chez les Lords, parfois pressé par son ami Lord Curzon. En 1915, il parle à la Chambre des lords de la reconstruction d'après-guerre et, lors de l'adoption de la loi de 1918 sur la représentation du peuple, Parker (qui a été sous-intendant adjoint de l'Université de Cambridge depuis 1915) presse avec succès les lords d'autoriser les femmes à voter dans les circonscriptions universitaires même si elles n'ont pas été autorisés à obtenir leurs diplômes . Le 19 mars 1918, peu avant sa mort, Parker parle d'une motion de Lord Parmoor en faveur d'une Société des Nations. Incapable de lire son écriture en raison d'une lumière défaillante, Parker va à la table et lit un schéma détaillé de vingt articles pour l'organisation de la Ligue .
Sa santé défaillante, Parker continue à travailler jusqu'à l'été 1918, avant de décéder le 12 juillet à Aldworth House, près de Lurgashall, Sussex, l'ancienne résidence de Lord Tennyson.
Le 9 septembre 1884, il épouse Constance Barkley, la fille d'un ingénieur civil ; ils ont trois fils et deux filles. L'un de ses fils, Hubert Parker, est Lord juge en chef d'Angleterre et du pays de Galles de 1958 à 1971, prenant le même titre que son père. Un petit-fils, Sir Roger Parker, est Lord Justice of Appeal.
L'ancien siège de la famille Parker est Browsholme Hall dans la forêt de Bowland. Traditionnellement, les Parkers servent de Bowbearers aux seigneurs de Bowland.